# Брод (Бохињ)
Брод (словен. Brod) је насељено место у општини Бохињ, Горењска регија, Словенија.

## Историја
До територијалне реорганизације у Словенији био је у саставу старе општине Радовљица.

## Становништво
У попису становништва из 2011. године, Брод је имао 93 становника.
| Број становника према пописима | Број становника према пописима | Број становника према пописима |
| ------------------------------ | ------------------------------ | ------------------------------ |
| 1991                           | 2002                           | 2011                           |
| 80                             | 98                             | 93                             |

## Галерија
- родно место словеначког писцаЈанез Менцингер
- спомен-плоча на кући